# EcoQuest 2 : SOS Forêt vierge
EcoQuest 2 : SOS Forêt Vierge (Lost Secret of the Rainforest) est un jeu d'aventure réalisé par Sierra, sorti en  1993 sur Compatible PC.  Il est le deuxième opus de la série EcoQuest.

## Trame
Adam Boisvert a grandi. C’est un jeune garçon qui accompagne son père en Amazonie, où celui-ci doit enquêter sur des trafics d’arbres et d’animaux. À l’arrivée, Adam reçoit un microscan qui va lui permettre d’engranger un tas de renseignements sur tout ce qu’il verra, ce qui vous aidera parfois dans le jeu. La visite du port d’arrivée est vite effectuée. Soudain Adam est littéralement enlevé par deux loutres qui lui apprennent qu’il doit tout faire pour sauver Cœur Vert, l’âme de la forêt. Et l’aventure commence vraiment! Adam rencontrera des animaux sauvages, qu’il aidera ou qui l’aideront. Il visitera un village amérindien, celui qui abrite Cœur Vert. Mais surtout, il déjouera les plans d’infâmes contrebandiers, avec un peu de courage et beaucoup d’astuce. Le tout sans oublier de ramasser les détritus laissé par les gens qui se disent civilisés !

## Accueil
- Adventure Gamers : 3/5[1]